# Warabimochi

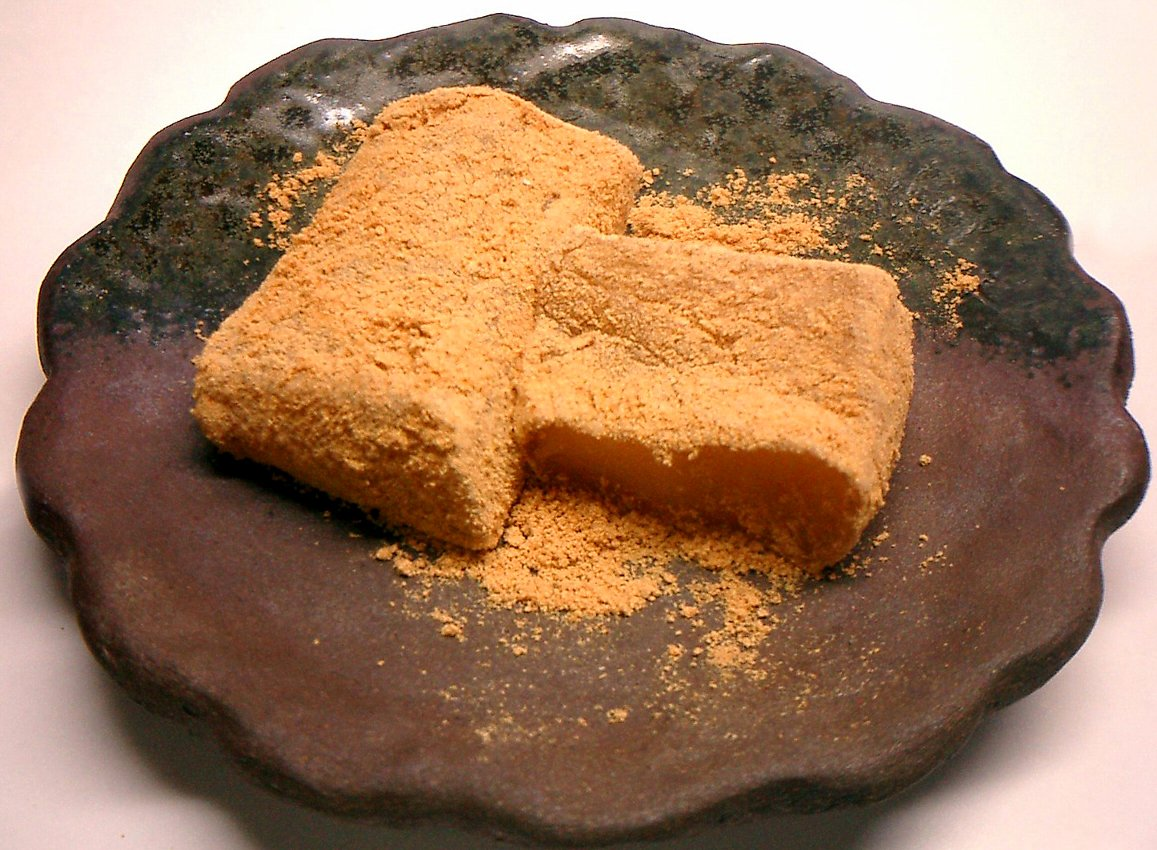
Warabimochi.

El warabimochi (蕨餅?) no es un auténtico mochi, sino que es un dulce parecido a la gelatina hecho de almidón de helecho cubierta de kinako (harina de soja tostada dulce). Es popular en verano, especialmente en la región de Kansai, y a menudo se vende desde camionetas, no muy diferentes de los camiones de helados de países occidentales.